# Campeonato Mundial de Atletismo Júnior de 1998
O Campeonato Mundial de Atletismo Júnior de 1998 foi a sétima edição do Campeonato Mundial de Atletismo Júnior. Foi realizado em Annecy, França, de 28 de julho a 2 de agosto de 1998.

## Resultados

### Masculino
| Evento                | Ouro                                                                         | Ouro        | Prata                                                                             | Prata     | Bronze                                                                         | Bronze     |
| --------------------- | ---------------------------------------------------------------------------- | ----------- | --------------------------------------------------------------------------------- | --------- | ------------------------------------------------------------------------------ | ---------- |
| 100 m                 | Christian Malcolm · Grã-Bretanha                                             | 10.12 WJL   | Amar Johnson · Estados Unidos                                                     | 10.34 PB  | Dwight Thomas · Jamaica                                                        | 10.40      |
| 200 m                 | Christian Malcolm · Grã-Bretanha                                             | 20.44 WJL   | Jairo Duzant · Antilhas Holandesas                                                | 20.92 NJR | Russell Frye · Estados Unidos                                                  | 20.94      |
| 400 m                 | Nduka Awazie · Nigéria                                                       | 45.54 PB    | Casey Vincent · Austrália                                                         | 45.55 PB  | Fawzi Al Shammari · Kuwait                                                     | 45.89 NJR  |
| 800 m                 | William Chirchir · Quénia                                                    | 1:47.23     | Wilfred Bungei · Quénia                                                           | 1:47.53   | Paskar Owor · Uganda                                                           | 1:48.20 PB |
| 1500 m                | Adil Kaouch · Marrocos                                                       | 3:42.43     | Benjamin Kipkurui · Quénia                                                        | 3:42.67   | Robert Witt · Polónia                                                          | 3:43.47    |
| 5000 m                | Million Wolde · Etiópia                                                      | 13:47.49    | Kipchumba Mitei · Quénia                                                          | 13:49.60  | Ahmed Baday · Marrocos                                                         | 13:49.86   |
| 10 000 m              | Benson Barus · Quénia                                                        | 29:24.28    | Salim Kipsang · Quénia                                                            | 29:36.80  | Alene Emere · Etiópia                                                          | 29:47.60   |
| 110 m B               | Stanislav Olijar · Letónia                                                   | 13.51       | Sharif Paxton · Estados Unidos                                                    | 14.10     | Florian Seibold · Alemanha                                                     | 14.21      |
| 400 m B               | Periklis Iakovakis · Grécia                                                  | 49.82 WJL   | Osiris Martínez · Cuba                                                            | 50.17 PB  | Peter Bate · Austrália                                                         | 50.83      |
| 3000 m Obs.           | Reuben Kosgei · Quénia                                                       | 8:23.76 WJL | Abraham Cherono · Quénia                                                          | 8:32.24   | El Moustapha Mellour · Marrocos                                                | 8:34.91 PB |
| Marcha atlética 10 km | Roman Rasskazov · Rússia                                                     | 41:55.95    | Liu Yunfeng · China                                                               | 42:01.11  | Mario Iván Flores · México                                                     | 42:04.55   |
| 4 x 100 metros        | Jamaica · Steve Slowly · Thomas Collin · Paul Thompson · Roy Bailey          | 39.70 WJL   | Estados Unidos · Casey Combest · Dashaun McCullough · Amar Johnson · Russell Frye | 39.71     | Alemanha · Tobias Unger · Stefan Holz · Zapletal Jirka · Kevin Kuske           | 39.99      |
| 4 x 400 metros        | Austrália · Daniel McFarlane · Daniel Batman · Aaron Russell · Casey Vincent | 3:04.74 WJL | Estados Unidos · Tony Berrian · Kevin Baker · Brian Swarn · Andrew Pierce         | 3:05.06   | Jamaica · Sanjay Ayre · Leroy Colquhoun · Omar Henry · Dwayne Miller           | 3:05.31    |
| Salto em altura       | Alfredo Deza · Peru                                                          | 2.21        | Yin Xueli · China                                                                 | 2.21 PB   | Aleksandr Veryutin · Bielorrússia                                              | 2.21 PB    |
| Salto com vara        | Pavel Gerasimov · Rússia                                                     | 5.55 PB     | Lars Börgeling · Alemanha                                                         | 5.50      | Paul Burgess · Austrália · Adam Ptacek · Chéquia · Giuseppe Gibilisco · Itália | 5.20       |
| Salto em distância    | Petar Datchev · Bulgária                                                     | 8.14 NJR    | Abdel Rahmane Al-Nubi · Catar                                                     | 8.11 AJR  | Felipe Melis · Cuba                                                            | 7.91       |
| Salto triplo          | Ionut Punga · Roménia                                                        | 16.94 WJL   | Ivaylo Russinov · Bulgária                                                        | 16.65 PB  | Gregory Yeldell · Estados Unidos                                               | 16.44 PB   |
| Arremesso de peso     | Mikulas Konopka · Eslováquia                                                 | 18.50       | Janus Robberts · África do Sul                                                    | 18.15     | Carl Myerscough · Grã-Bretanha                                                 | 18.12      |
| Disco                 | Zoltan Kovago · Hungria                                                      | 59.36       | Emeka Udechuku · Grã-Bretanha                                                     | 57.99     | Gabor Mate · Hungria                                                           | 56.96      |
| Dardo                 | David Parker · Grã-Bretanha                                                  | 72.85       | Gerhardus Pienaar · África do Sul                                                 | 71.16 PB  | Yukifumi Murakami · Japão                                                      | 70.72      |
| Martelo               | Olli-Pekka Karjalainen · Finlândia                                           | 72.40 CR    | Yuriy Voronkin · Rússia                                                           | 69.66     | Wojciech Kondratowicz · Polónia                                                | 68.93      |
| Decatlo               | Aki Heikkinen · Finlândia                                                    | 7476        | Thomas Poge · Alemanha                                                            | 7332 PB   | Jaakko Ojaniemi · Finlândia                                                    | 7246 PB    |

### Feminino
| Evento               | Ouro                                                                         | Ouro        | Prata                                                                          | Prata        | Bronze                                                                             | Bronze      |
| -------------------- | ---------------------------------------------------------------------------- | ----------- | ------------------------------------------------------------------------------ | ------------ | ---------------------------------------------------------------------------------- | ----------- |
| 100 m                | Shakedia Jones · Estados Unidos                                              | 11.19       | Angela Williams · Estados Unidos                                               | 11.27        | Joan Uduak Ekah · Nigéria                                                          | 11.50       |
| 200 m                | Muriel Hurtis · França                                                       | 23.22       | Shakedia Jones · Estados Unidos                                                | 23.39        | Sarah Wilhelmy · Grã-Bretanha                                                      | 23.56       |
| 400 m                | Natalia Nazarova · Rússia                                                    | 52.02       | Nakiya Johnson · Estados Unidos                                                | 52.09 PB     | Yupalis Díaz · Cuba                                                                | 52.39 NJR   |
| 800 m                | Olga Mikayeva · Rússia                                                       | 2:05.34     | Jebet Langat · Quénia                                                          | 2:05.43      | Naomi Misoi · Quénia                                                               | 2:05.77     |
| 1500 m               | Lan Lixin · China                                                            | 4:10.05     | Yimenashu Taye · Etiópia                                                       | 4:11.97 PB   | Bouchra Benthami · Marrocos                                                        | 4:12.76     |
| 3000 m               | Yin Lili · China                                                             | 8:57.09 PB  | Yimenashu Taye · Etiópia                                                       | 9:01.70      | Edna Kiplagat · Quénia                                                             | 9:05.46     |
| 5000 m               | Yin Lili · China                                                             | 15:29.65 CR | Faith Jemutai · Quénia                                                         | 15:34.48 PB  | Meryma Hashim · Quénia                                                             | 15:39.57 PB |
| 100 m B              | Julie Pratt · Grã-Bretanha                                                   | 13.75       | Sun Hong Wei · China                                                           | 13.75        | Susanna Kallur · Suécia                                                            | 13.77       |
| 400 m B              | Li Yu Lian · China                                                           | 55.93       | Allison Beckford · Jamaica                                                     | 57.19 NJR    | Sun Hong Wei · China                                                               | 57.43       |
| Marcha atlética 5 km | Sabine Zimmer · Alemanha                                                     | 21:14.39    | Jolanta Dukure · Letónia                                                       | 21:17.89 NJR | Xue Ailing · China                                                                 | 21:28.57 PB |
| 4 x 100 metros       | Estados Unidos · Angela Williams · Keyon Soley · Myra Combs · Shakedia Jones | 43.52 WJL   | França · Celine Thelamon · Muriel Hurtis · Nadia Imalouan · Anne Carole Rapp   | 44.07 NJR    | Jamaica · Tulia Robinson · Aleen Bailey · Melanie Walker · Lisa Sharpe             | 44.61       |
| 4 x 400 metros       | Jamaica · Patricia Hall · Peta Gaye Gayle · Keasha Downer · Allison Beckford | 3:32.29 WJL | Rússia · Svetlana Pospelova · Olga Mikayeva · Olesya Zykina · Natalia Nazarova | 3:32.35      | Estados Unidos · Mikele Barber · Myra Combs · Demetria Washington · Nakiya Johnson | 3:32.85     |
| Salto em altura      | Marina Kuptsova · Rússia                                                     | 1.88        | Marie Norrman · Suécia                                                         | 1.88 PB      | Tatyana Efimenko · Quirguistão · Nevena Lendjel · Croácia                          | 1.84        |
| Salto com vara       | Monika Gotz · Alemanha                                                       | 4.20        | María Mar Sánchez · Espanha · Monika Pyrek · Polónia                           | 4.10 NJR     |                                                                                    |             |
| Salto em distância   | Peng Fengmei · China                                                         | 6.59        | Lu Xin · China                                                                 | 6.57         | Maria Chiara Baccini · Itália                                                      | 6.55 NJR    |
| Salto triplo         | Baya Rahouli · Argélia                                                       | 14.04 AJR   | Maria Solomon · Rússia                                                         | 13.75 PB     | Marija Martinovic · Iugoslávia                                                     | 13.47       |
| Arremesso de peso    | Nadzeya Astapchuk · Bielorrússia                                             | 18.23 WJL   | Du Xianhui · China                                                             | 17.69 PB     | Nadine Banse · Alemanha                                                            | 16.94       |
| Disco                | Liu Fengying · China                                                         | 60.66       | Milina Robert Michon · França                                                  | 55.01        | Lacramioara Ionescu · Roménia                                                      | 54.64       |
| Dardo                | Osleidys Menendez · Cuba                                                     | 68.17 WJL   | Liang Lili · China                                                             | 61.72 PB     | Wei Jianhua · China                                                                | 59.10       |
| Martelo              | Bianca Achilles · Alemanha                                                   | 62.22 CR    | Sini Pöyry · Finlândia                                                         | 61.76 NJR    | Maureen Griffin · Estados Unidos                                                   | 60.14       |
| Heptatlo             | Shen Shengfei · China                                                        | 5815        | Susanna Rajamaki · Finlândia                                                   | 5721         | Viorica Tigau · Roménia                                                            | 5720 PB     |

## Quadro de medalhas
| Quadro de medalhas |                     |      |       |        |       |
| #                  | País                | Ouro | Prata | Bronze | Total |
| 1                  | China               | 7    | 6     | 3      | 16    |
| 2                  | Rússia              | 5    | 2     | 0      | 7     |
| 3                  | Grã-Bretanha        | 4    | 1     | 2      | 7     |
| 4                  | Quénia              | 3    | 7     | 2      | 12    |
| 5                  | Alemanha            | 3    | 2     | 3      | 8     |
| 6                  | Estados Unidos      | 2    | 7     | 4      | 13    |
| 7                  | Finlândia           | 2    | 2     | 1      | 5     |
| 8                  | Jamaica             | 2    | 1     | 3      | 6     |
| 9                  | Etiópia             | 1    | 2     | 2      | 5     |
| 10                 | França              | 1    | 2     | 0      | 3     |
| 11                 | Austrália           | 1    | 1     | 2      | 4     |
| 11                 | Cuba                | 1    | 1     | 2      | 4     |
| 11                 | Roménia             | 1    | 1     | 2      | 4     |
| 14                 | Bulgária            | 1    | 1     | 0      | 2     |
| 14                 | Letónia             | 1    | 1     | 0      | 2     |
| 16                 | Marrocos            | 1    | 0     | 3      | 4     |
| 17                 | Bielorrússia        | 1    | 0     | 1      | 2     |
| 17                 | Hungria             | 1    | 0     | 1      | 2     |
| 17                 | Nigéria             | 1    | 0     | 1      | 2     |
| 20                 | Argélia             | 1    | 0     | 0      | 1     |
| 20                 | Grécia              | 1    | 0     | 0      | 1     |
| 20                 | Peru                | 1    | 0     | 0      | 1     |
| 20                 | Eslováquia          | 1    | 0     | 0      | 1     |
| 24                 | África do Sul       | 0    | 2     | 0      | 2     |
| 25                 | Polónia             | 0    | 1     | 2      | 3     |
| 26                 | Suécia              | 0    | 1     | 1      | 2     |
| 27                 | Antilhas Holandesas | 0    | 1     | 0      | 1     |
| 27                 | Catar               | 0    | 1     | 0      | 1     |
| 27                 | Espanha             | 0    | 1     | 0      | 1     |
| 30                 | Itália              | 0    | 0     | 2      | 2     |
| 31                 | Croácia             | 0    | 0     | 1      | 1     |
| 31                 | Chéquia             | 0    | 0     | 1      | 1     |
| 31                 | Japão               | 0    | 0     | 1      | 1     |
| 31                 | Quirguistão         | 0    | 0     | 1      | 1     |
| 31                 | Kuwait              | 0    | 0     | 1      | 1     |
| 31                 | México              | 0    | 0     | 1      | 1     |
| 31                 | Uganda              | 0    | 0     | 1      | 1     |
| 31                 | Iugoslávia          | 0    | 0     | 1      | 1     |